# Tsghoek-Karckar
De Tsghoek-Karckar (Armeens: Ծղուկ) of Qarqar is een groep van vulkaankegels op de grens van Armenië (Sjoenik) en Azerbeidzjan (Laçın). De kegels reiken tot meer dan 3000 meter boven zeeniveau. Ze liggen in het centrale deel van het vulkanische Sjoenikgebergte op ongeveer 60 kilometer ten zuidoosten van het Sevanmeer. De kegels hebben driemaal lavastromen in het Holoceen geproduceerd. Bij de tweede oudere stromen zijn grote hoeveelheden petrogliefen aangetroffen, alsook enkele koergans en gemetselde muurtjes. 
Door de uitbarsting in het begin van het 3e millennium v.Chr. bleef het gebied waarin de kegels zich bevinden onbevolkt tot in de middeleeuwen.